# 汪革 (宋朝)
汪革（1071年—1110年），字信民，號青溪，宋臨川（今屬江西）騰橋人，本籍歙（今安徽歙县）。“江西詩派臨川四才子”之一。
熙寧四年（1071年）出生。從學於呂希哲門下，紹聖四年（1097年），禮部會試第一，任長沙、宿州教授，當时吕希哲寓居宿州，汪革以尊師待之。母親去世後，沒錢安葬，有同僚集資相助，均辭謝不受。篤實剛正，不附權貴，蔡京當國，以周王宮教，召宗正博士，力辞不就，後爲楚州教授，大观四年（1110），卒于任上。與謝逸、謝薖、饒節為臨川四俊。著有《青溪類稿》，今不存。